# Добра (гміна, Турецький повіт)
Гміна Добра (пол. Gmina Dobra) — місько-сільська гміна у північно-західній Польщі. Належить до Турецького повіту Великопольського воєводства.
Станом на 31 грудня 2011 у гміні проживало 6359 осіб.

## Територія
Згідно з даними за 2007 рік площа гміни становила 131.79 км², у тому числі:
- орні землі: 70.00%
- ліси: 18.00%

Таким чином, площа гміни становить 14.18% площі повіту.

## Населення
Станом на 31 грудня 2011:
| Опис     | Загалом | Загалом | Чоловіки | Чоловіки | Жінки | Жінки |
| -------- | ------- | ------- | -------- | -------- | ----- | ----- |
| одиниця  | осіб    | %       | осіб     | %        | осіб  | %     |
| все      | 6359    | 100     | 3139     | 49.36    | 3220  | 50.64 |
| міське   | 1478    | 100     | 702      | 47.50    | 776   | 52.50 |
| сільське | 4881    | 100     | 2437     | 49.93    | 2444  | 50.07 |

## Сусідні гміни
Гміна Добра межує з такими гмінами: Варта, Ґощанув, Кавенчин, Пенчнев, Поддембіце, Пшикона, Турек, Унеюв.